# António Manuel Bogaio Constantino
António Manuel Bogaio Constantino , M.C.C.J. (Tete, 9 de novembro de 1969) é um prelado moçambicano da Igreja Católica, bispo auxiliar da Beira.

## Biografia
Depois de ter concluído o pré-postulantado nos Missionários Combonianos do Coração de Jesus em Nampula e de ter frequentado o Seminário da Matola, fez o noviciado em Uganda. Em 10 de maio de 1997 emitiu os primeiros votos em Kampala e posteriormente obteve o diploma de bacharel em teologia na Pontifícia Universidade Gregoriana de Roma. Em 10 de junho de 2000 emitiu os votos perpétuos em Roma e foi ordenado sacerdote em 13 de junho de 2001 na Beira.
Exerceu os seguintes cargos e aprofundamentos: Licenciatura em Jornalismo em Madri, Espanha (2001-2007); colaborador da revista Mundo Negro; diretor da revista Vida Nova, colaborador do Centro Catequético de Anchilo (2008-2011); pároco de Anchilo, na arquidiocese de Nampula; pároco de São João XXIII em Chitima e de Santa Maria em Mucumbura, na diocese de Tete (2011-2016); desde 2016, Superior Provincial dos Missionários Combonianos do Coração de Jesus, em Maputo; presidente suplente da Conferência dos Religiosos em Moçambique (2018-2019) e desde 2019, Presidente da Conferência dos Religiosos em Moçambique.
Além disso, trabalha no Instituto Superior Maria Mãe de África em Maputo e na Comissão para os Institutos de Vida Consagrada e Sociedades de Vida Apostólica da Conferência Episcopal de Moçambique.
Em 13 de dezembro de 2022, o Papa Francisco o nomeou como bispo auxiliar da Beira, concedendo o título de bispo titular de Sutunurca. Recebeu a ordenação episcopal em 19 de fevereiro de 2023, no Pavilhão do Clube do Ferroviário de Beira, por Claudio Dalla Zuanna, S.C.J., arcebispo da Beira, coadjuvado por Inácio Saúre, I.M.C., arcebispo de Nampula e por João Carlos Hatoa Nunes, arcebispo coadjutor de Maputo.